# Михновка (Полтавская область)
Михновка (укр. Михнівка) — село, Мякеньковский сельский совет, Решетиловский район, Полтавская область,Украина.
Код КОАТУУ — 5324282602. Население по переписи 2001 года составляло 431 человек.

## Географическое положение
Село Михновка находится на правом берегу реки Говтва, выше по течению на расстоянии в 3 км расположено село Мякеньковка, ниже по течению на расстоянии в 4,5 км расположено село Подок.

## Экономика
- Молочно-товарная и свино-товарная фермы.
- «Зоря», ООО.
- ООО «Гарант».

## Объекты социальной сферы
- Школа.
- Фельдшерско-акушерский пункт.

## Достопримечательности
- Михновский орнитологический государственный заказник (450 га).

## Известные уроженцы
- Шимков, Андрей Петрович (1839 — после 1909) — физик.
- Шимков, Иван Фёдорович (1803 или 1804—1836) — прапорщик Саратовского пехотного полка, декабрист.